# Troyff (Adelsgeschlecht)

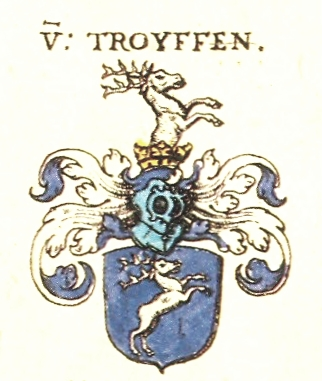
Wappen derer von Troyff in Johann Siebmachers Wappenbuch von 1605, bei „Meÿßnische“, Tafel 156.

Troyff ist der Name eines ursprünglich jülischen, später sächsischen und württembergischen, freiherrlichen Adelsgeschlecht.

## Geschichte
Das mutmaßlich aus Westfalen herstammende und später vor allem im Meißnischen verbreitete Geschlecht, soll mit dem Ritter Hans Troyffow, der im Dienst Ottos des Reichen stand im Jahr 1176 erstmals erwähnt worden sein. Die durchgängige Stammreihe beginnt mit Ernst von Troyff (1435–1493). 1828 wurde der Familie in Württemberg der Freiherrnstand anerkannt.

## Wappen
Das Wappen zeigt In Blau einen silbernen Hirsch mit goldenem Geweih. Auf dem Helm mit blau-silbernen Decken, der Hirsch wachsend.

## Angehörige
- Hans Wilhelm von Troyff, pommerischer Kammerjunker und Amtshauptmann in Loitz im 17. Jahrhundert
- Hans Ernst von Troyff († 1705), sachsen-eisenbergischer Hofmeister, Kammerdirektor und Amtshauptmann in Roda
- Hans Wilhelm von Troyff (1668–1709), polnisch-sächsischer Kammerherr und  Oberstallmeister, Landeshauptmann in Thüringen
- Franz Karl von Troyff (1752–1866), württembergischer Generalmajor und Herr auf Schloss Domeneck